# Буде (місто)
Буде (норв. Bodø; лулесаамський: Bådåddjo) — місто в північно-середній частині Норвегії. Адміністративний центр комуни Буде у фюльке Нурланн. Є летовище, морський порт і залізничний вокзал.

## Географічне положення
Місто розташоване на півдні однойменного півострова Будегалвея (норв. Bodøhalvøya; слово складається з 3-х частин: власне «Буде», «половина» і «острів»). З південного сходу місто обмежено водами Салтфіорду, з заходу омивається водами Вестфіорду.
Місто розташоване за Північним полярним колом — на 67°18′ північної широти, що дозоляє жителям і гостям міста спостерігати явище Полярної ночі та Полярного дня.

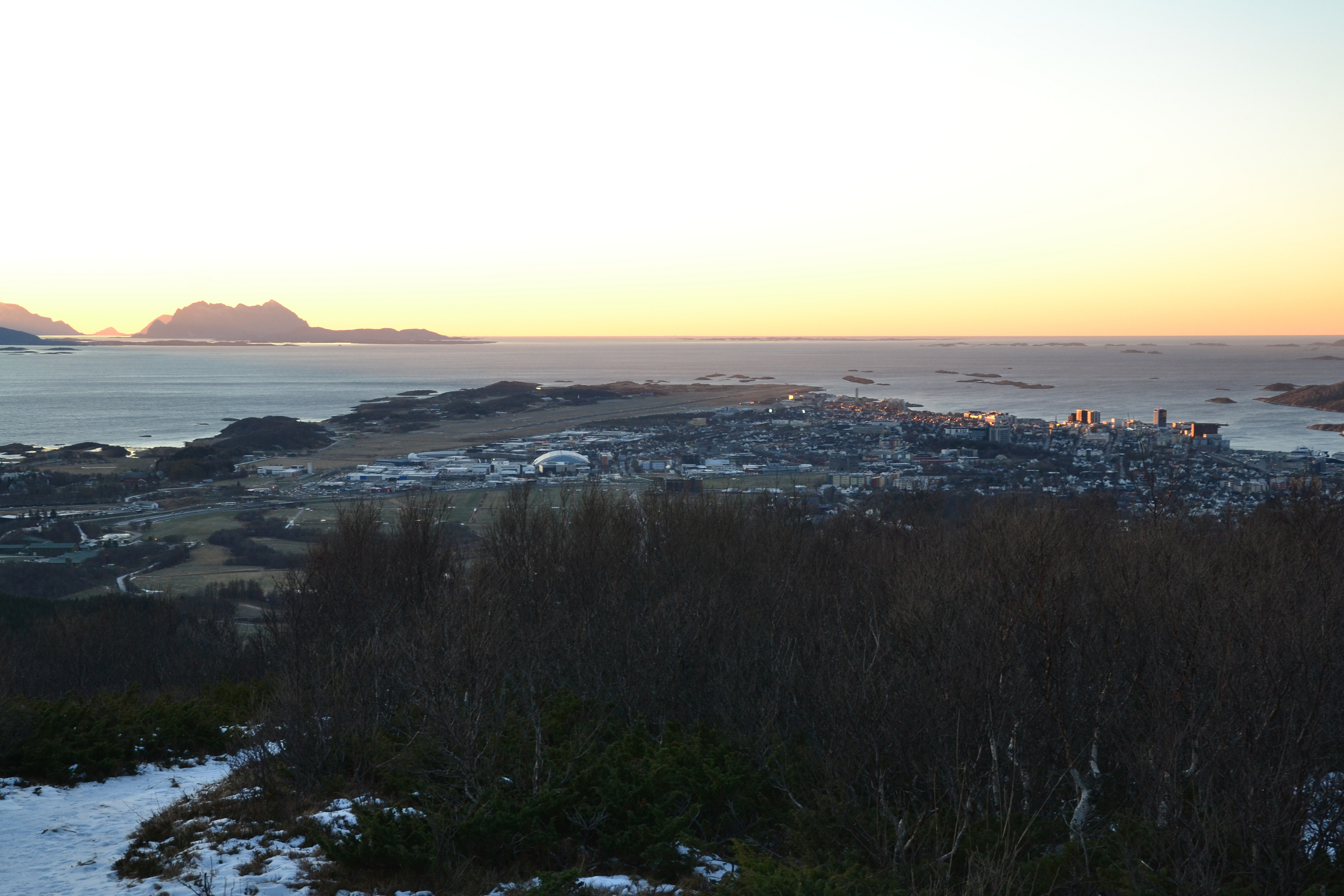
Південно-західна частина півострова Bodøhalvøya, центральна частина міста Буде, територія летовища
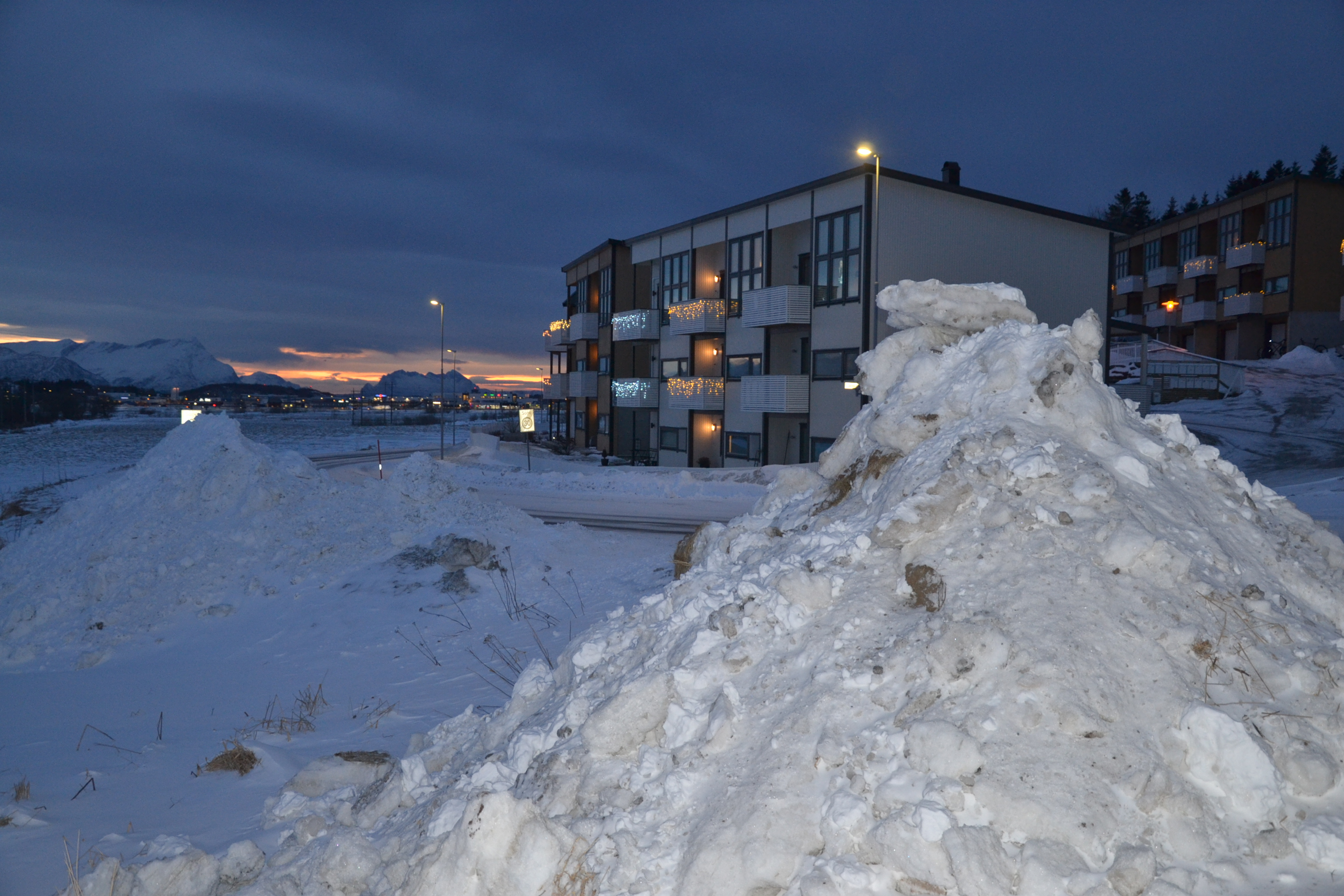
Буде взимку. Полярна ніч

## Клімат
Місто — у зоні дії субарктичного кліматичного поясу, його морського підтипу. Найтепліший місяць — липень із середньою температурою 12.5 °C (54.5 °F). Найхолодніший місяць — січень, із середньою температурою -2.2 °С (28 °F).
| Клімат Буде             | Клімат Буде | Клімат Буде | Клімат Буде | Клімат Буде | Клімат Буде | Клімат Буде | Клімат Буде | Клімат Буде | Клімат Буде | Клімат Буде | Клімат Буде | Клімат Буде | Клімат Буде |
| Показник                | Січ.        | Лют.        | Бер.        | Квіт.       | Трав.       | Черв.       | Лип.        | Серп.       | Вер.        | Жовт.       | Лист.       | Груд.       | Рік         |
| Абсолютний максимум, °C | 11          | 8           | 10          | 15          | 23          | 27          | 27          | 26          | 22          | 16          | 13          | 10          | 27          |
| Середній максимум, °C   | 0,1         | 0,3         | 1,8         | 5           | 10,1        | 13,4        | 15,5        | 15,2        | 11,7        | 7,5         | 3,3         | 1,2         | 7,1         |
| Середня температура, °C | −2,2        | −2          | −0,6        | 2,5         | 7,2         | 10,4        | 12,5        | 12,3        | 9           | 5,3         | 1,2         | −1,2        | 4,5         |
| Середній мінімум, °C    | −4,6        | −4,3        | −2,8        | 0           | 4,2         | 7,6         | 9,7         | 9,4         | 6,5         | 3,2         | −1          | −3,5        | 2           |
| Абсолютний мінімум, °C  | −17         | −17         | −12         | −8          | −2          | −1          | 2           | 0           | −2          | −7          | −11         | −17         | −17         |
| Норма опадів, мм        | 80          | 70          | 70          | 50          | 50          | 50          | 70          | 80          | 110         | 120         | 100         | 80          | 980         |
| Днів з опадами          | 14          | 12,5        | 11,9        | 10,6        | 8,8         | 10,8        | 13,4        | 12,4        | 16,8        | 18,1        | 15,2        | 15,7        | 160,2       |
| ----------------------- | ----------- | ----------- | ----------- | ----------- | ----------- | ----------- | ----------- | ----------- | ----------- | ----------- | ----------- | ----------- | ----------- |
| Джерело: Weatherbase    |             |             |             |             |             |             |             |             |             |             |             |             |             |

## Історія
Буде заснували купці з Тронгейма. Права міста надано 1816 року. Торгово-рибацький осередок, що спеціалізується на сушінні тріски, має також судноремонтні верфі та броварню. Під час Другої світової війни більшу частину міста знищили німецькі повітряні й сухопутні війська, проте Буде повністю відбудоване й розширене. Реконструкція включила великий аеропорт та продовження лінії північно норвезької залізниці до Буде з Ленсдала на південному сході.

## Транспорт
Буде — один із ключових транспортних центрів фюльке Нурланн. У межах міста розташовано летовище, морський порт та залізничний вокзал. Залізнична станція Буде є крайньою північною станцією залізничної мережі Норвегії. Відкрита 7 червня 1962 року за присутності майбутнього короля Олафа V.
Летовище Буде розташовано на південному заході півострова, на землях, які в 1950 році було експропрійовано у жителів села Гернесбюгд. Летовище було відкрито в 1952 році. Наразі проходить реконструкція та розширення території аеропорту.
Порт Буде приймає риболовецькі шхуни та пересувні рибні заводи, яхти, круїзні лайнерви, військові кораблі. Також налагоджено регулярне поромне сполучення з Лофотенськими островами.

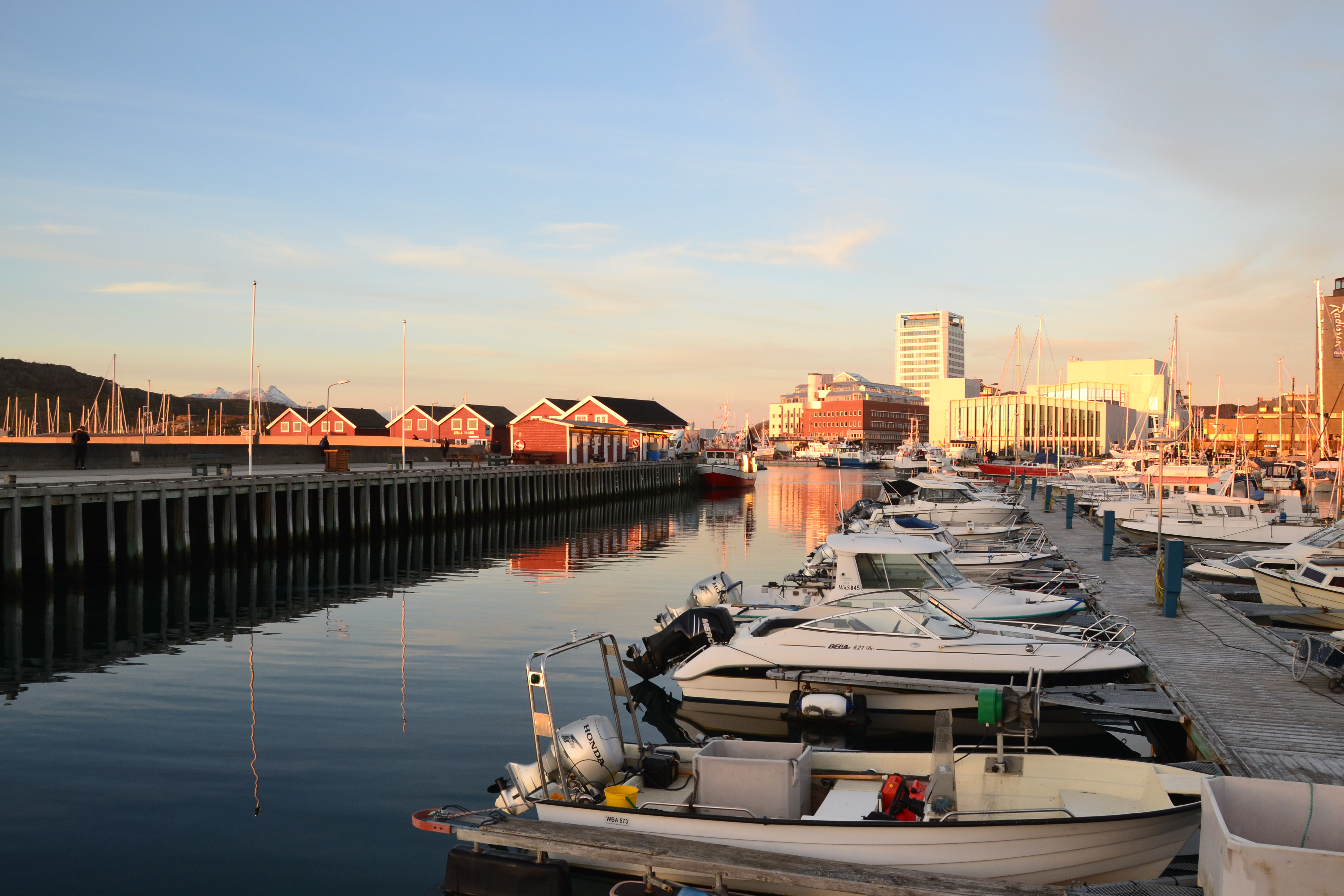
Молобукта. Причал у центрі Буде
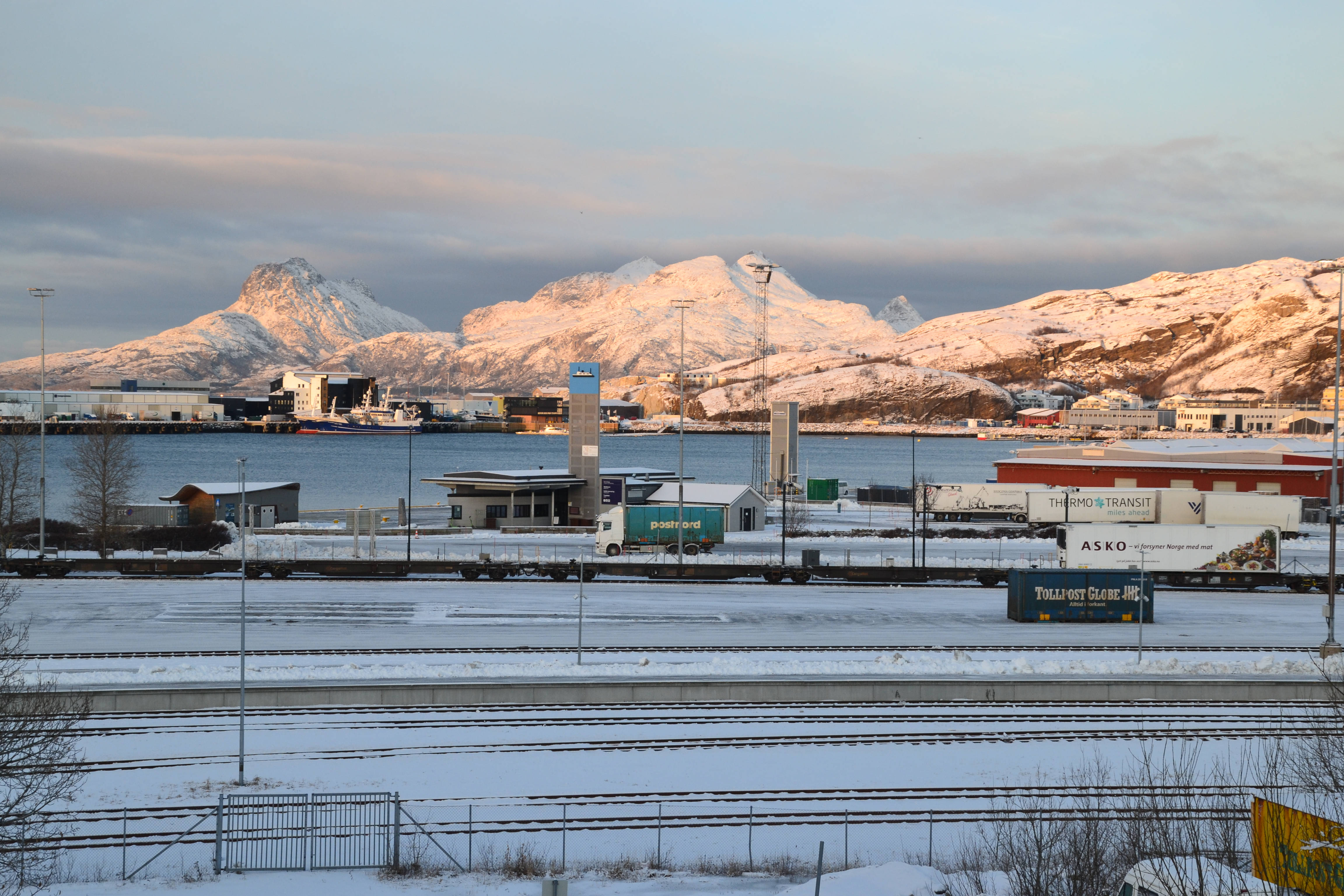
Поромний причал Буде
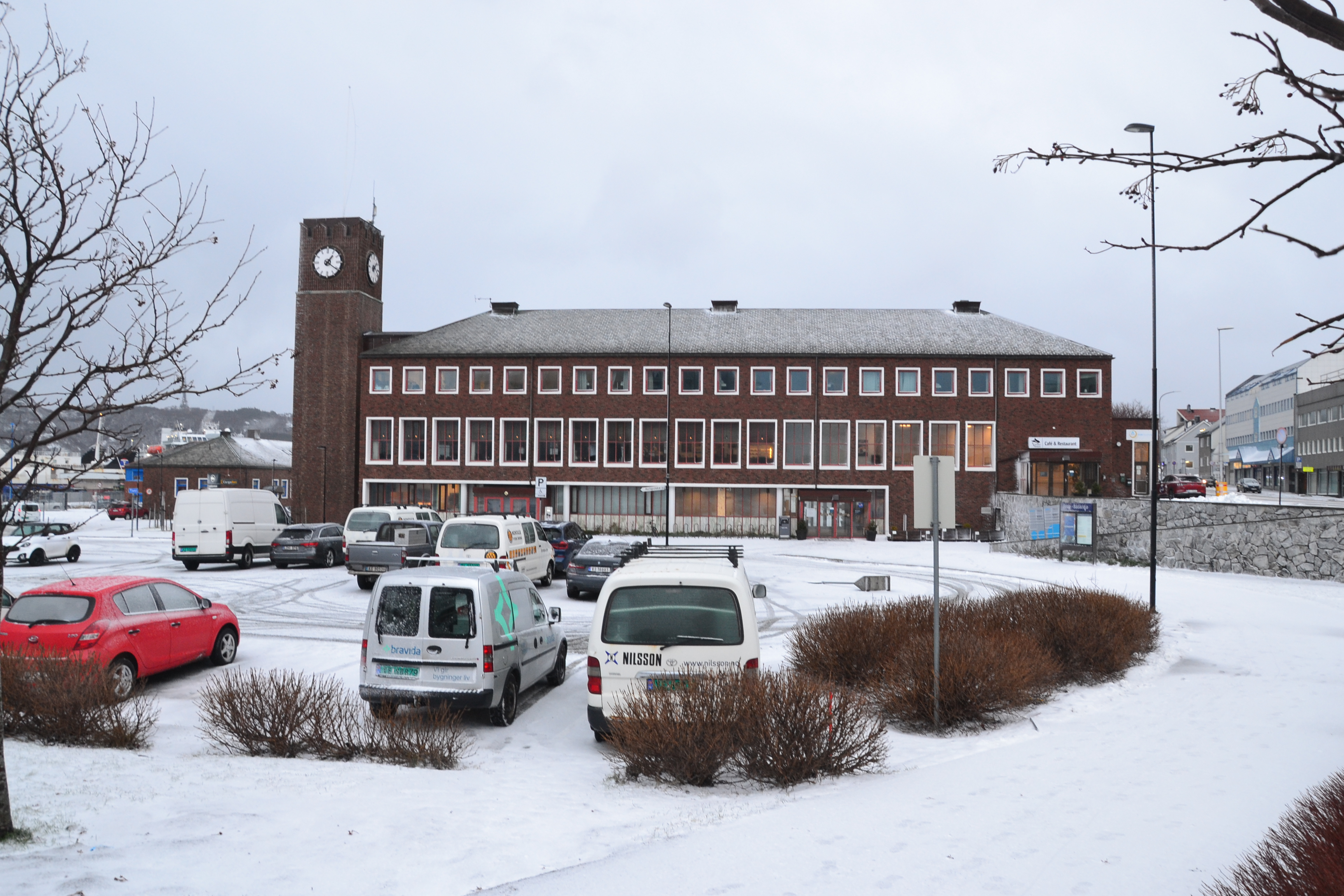
Залізничний вокзал Буде
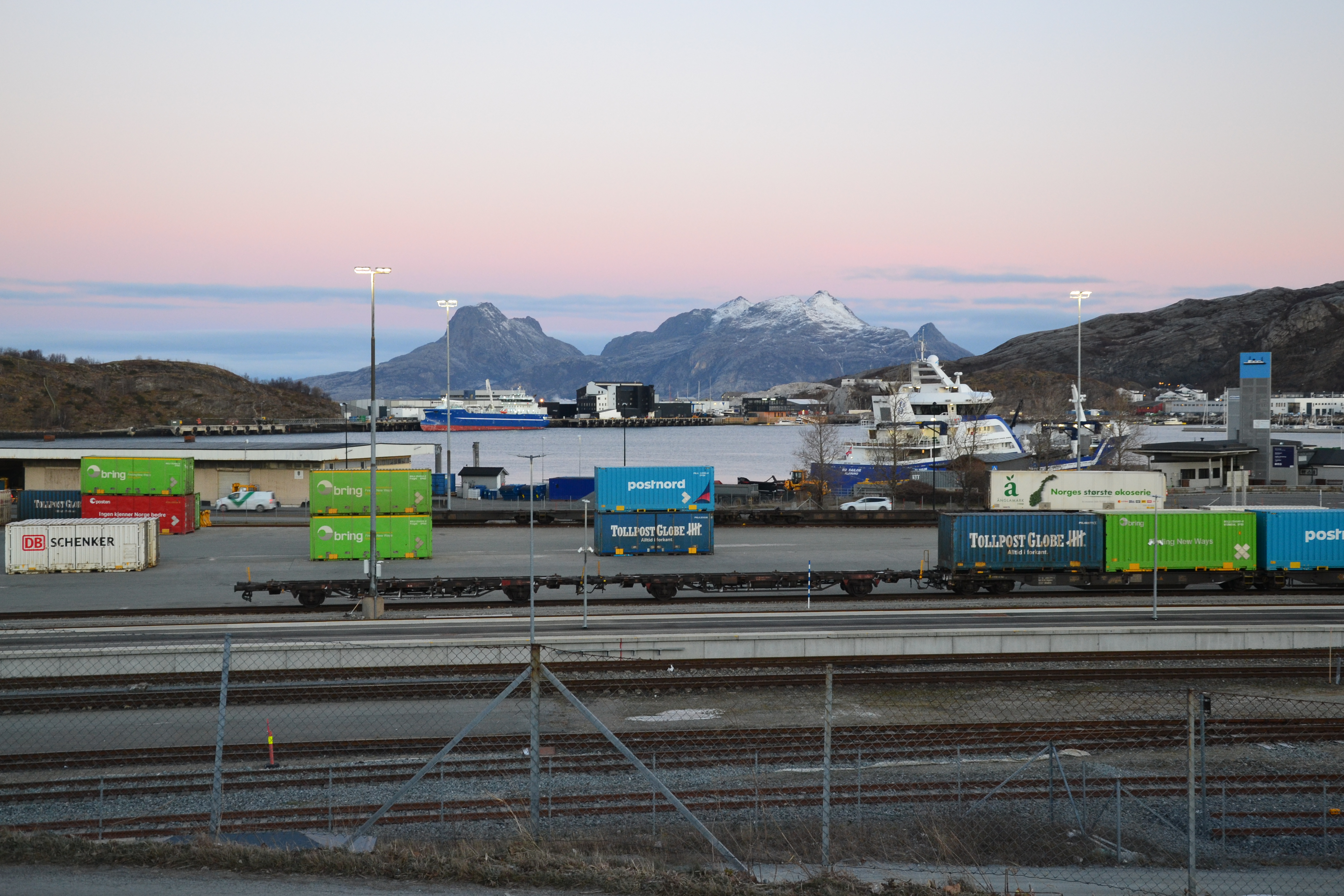
Залізниця і морський порт Буде

## Культура

Лекторій Музею норвезької авіації

У місті працюють наступні музеї:
- Музей яхтингу (норв. Jektefartsmuseet) - дослівний переклад з норвезької виглядає, як «музей яхтингу», «музей яхт». Але експозиція присвячена рибацьким парусним суднам та комерційному судноплавству між Буде, Лофотенськими островами і Тронгеймом[5].
- Музей норвезької авіації (норв. Norsk Luftfartsmuseum). Має два основних відділи — цивільної та військової авіації. Також є лекторій та зали, які присвячені освоєнню та дослідженню полярних широт, дитячий експериментаріум, модель командно-диспетчерського пункту[6].

### Буде— культурна столиця Європи 2024
2019 року Буде і фюльке Нурланн обрано Культурною столицею Європи 2024 року. Вперше цей статус отримало місто, яке розташоване за Північним полярним колом.
Задля реалізації проєкту було створено міжкомунальну компанію «Bodø2024 IKS», яка на рівних засадах є власністю комуни Боде і фюльке Нурланн. Відкриття проєкту з демонстрації культурного життя та розвитку міста й регіону заплановано на 3 лютого 2024 року.
Значку частку заходів проєкту «Буде — культурна столиця Європи 2024» присвячено культурі саамів.
Церемонія відкриття проєкту «Буде — культурна столиця Європи 2024» відбулася на плавучій сцені, змонтованій у затоці Молобукта (норв. Molobukta). На церемонію зібралося 12-15 000 глядачів. Захід відбувся за участю королеви Норвегії Соні.

## Релігія
У місті є церква Бодіна 13-го століття (норв. Bodin Kirke) та Лютеранський кафедральний собор Буде (сучасна споруда, яку освячено 1956 року).
Церкву Бодіна збудовано у 1240 році. Вівтар церкві було подаровано у 1670 році Інгеборгой Свендсдаттер, удовою Ганса Лауріцсона Блікса, вікарія у період з 1622 по 1666 рік. 

## Спорт
Є, зокрема, ФК «Буде-Глімт», який свої домашні матчі проводить на стадіоні «Аспміра» місткістю 7 354 глядачів.

## Світлини

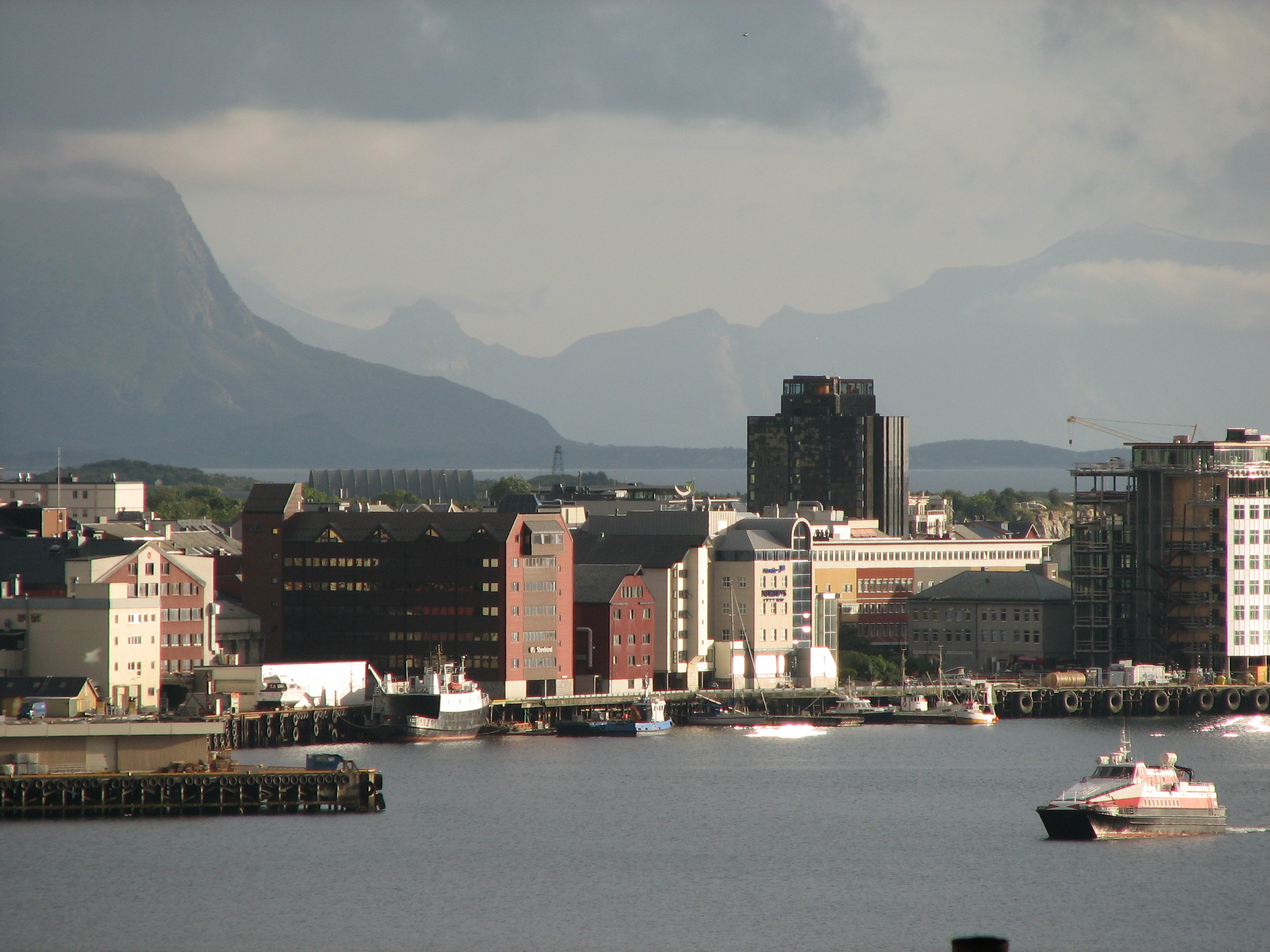
Буде
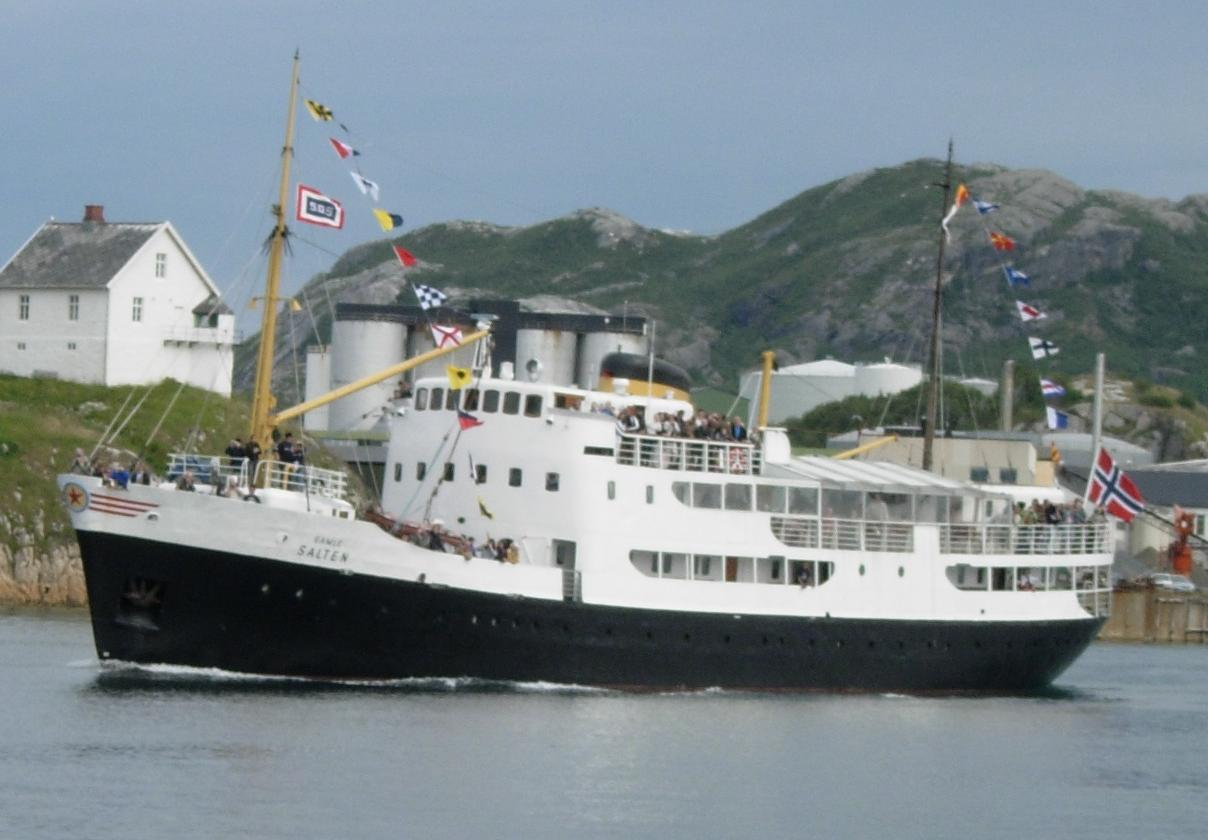
Порт Буде
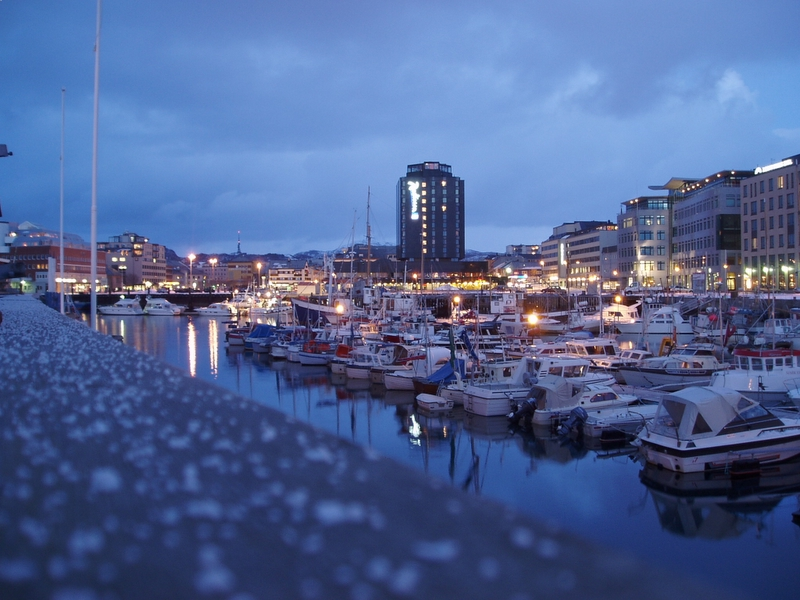
Гавань у Буде
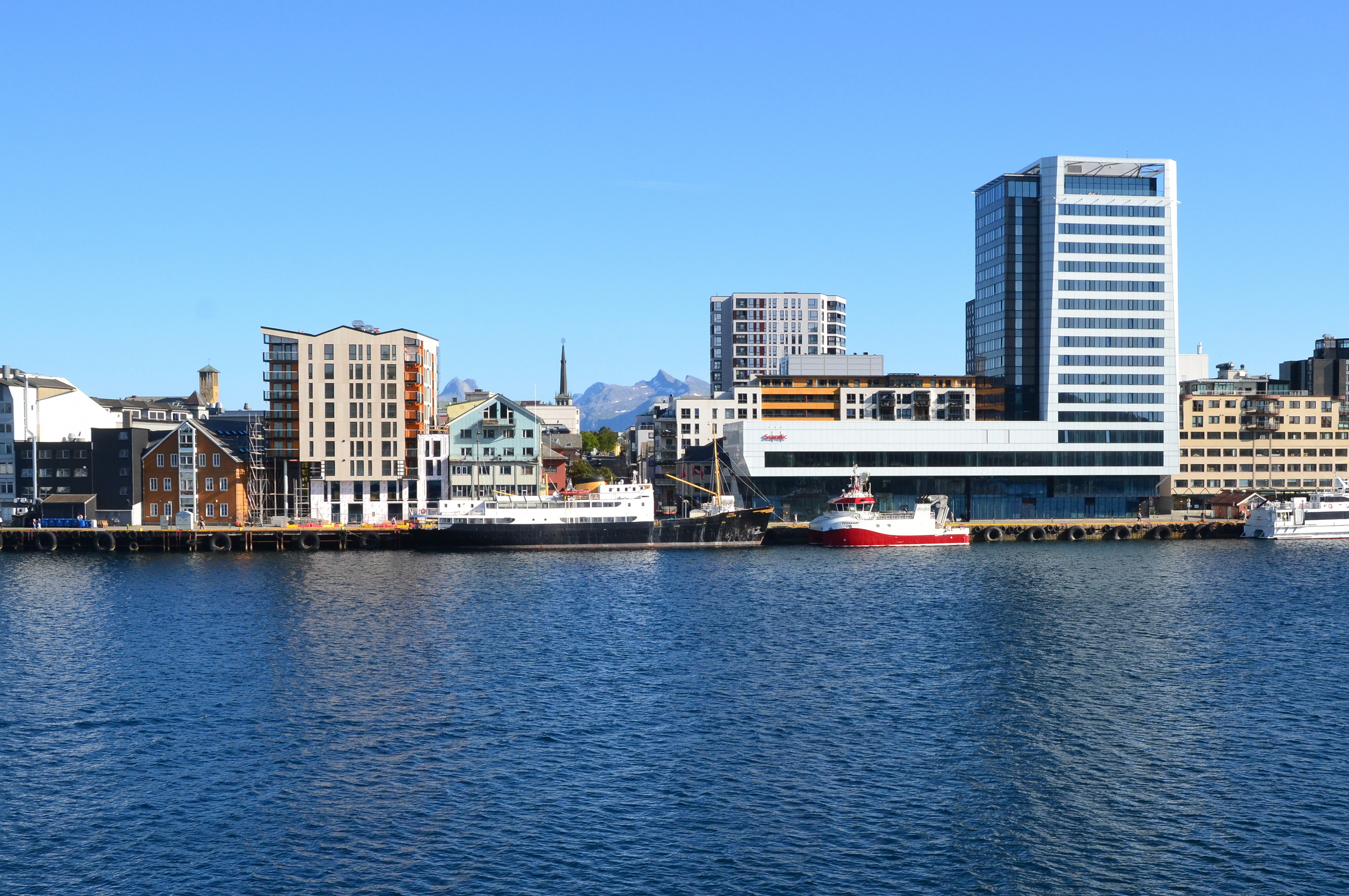
Буде. Панорама міста з порому